# Sandra Petrignani
Sandra Petrignani (Piacenza, 9 luglio 1952) è una scrittrice, giornalista e blogger italiana.

## Biografia
Sandra Petrignani è nata a Piacenza da padre romano (con origini umbre) e da madre napoletana. Ha studiato alla Sapienza di Roma, conseguendo la laurea in Lettere. Dopo un esordio poetico e la scrittura di una commedia, Psiche e i fiori di Ofelia (messa in scena a Roma nel teatro della Maddalena), ha collaborato per dieci anni a Il Messaggero, dove è stata assunta nel 1987. Nel 1989 è passata a Panorama. Ha poi collaborato alle pagine culturali de L'Unità e Il Foglio. Molte delle interviste del primo periodo giornalistico confluiranno in due libri,  Le signore della scrittura (1984) e Fantasia&Fantastico (1986).
Nel 1982 ha partecipato con Vincenzo Cerami, Beniamino Vignola, Paolo Repetti, Malcolm Skey, e altri scrittori più giovani all'avventura della Casa editrice Theoria (chiusa nel 1995).
Risale al 1987 il suo primo romanzo cui seguiranno molti altri libri, articoli ed anche tre radiodrammi. Nel 1989, con Il catalogo dei giocattoli, è finalista al Premio Bergamo.
Nel 2003, con il libro La scrittrice abita qui, vince il Premio Letterario Basilicata e il premio della Giuria (intitolato ad Anna Maria Ortese), nell'ambito del Premio letterario nazionale per la donna scrittrice Rapallo-Carige.. Nel 2011, il libro di viaggio E in mezzo il fiume vince il Premio Alghero Donna. Nel 2014 ha pubblicato una biografia su Marguerite Duras. Il suo libro La corsara, una biografia di Natalia Ginzburg presentato al Premio Strega 2018 da Biancamaria Frabotta, è entrato nella finale del premio, classificandosi al terzo posto.; un altro riconoscimento ottenuto da questo libro è il Premio Dessì per la narrativa 2018.
I suoi libri sono stati tradotti in Francia, Germania, Inghilterra, Spagna, Giappone, Polonia, Svezia, Romania, Slovenia e Serbia.
Vive a Roma, con lunghi soggiorni in una casa nella campagna umbra, non lontana da Amelia, zona d'origine del padre.

## Opere

### Narrativa
- Navigazioni di Circe, romanzo, Roma, Theoria, 1987 - Baldini & Castoldi, 1997
- Donne in piscina, in 19 racconti per Rinascita, a cura di Ottavio Cecchi e Mario Spinella, Roma, Editrice l'Unità, 1987, SBN UBO0136104.
- Il catalogo dei giocattoli, racconti, Roma, Theoria, 1988; Baldini & Castoldi, Milano, 2000; Collana Beat n.114, BEAT, 2013
- Come cadono i fulmini, romanzo, Milano, Rizzoli, 1991
- Poche storie, racconti, Roma, Theoria, 1993
- Vecchi, racconti, Roma, Theoria, 1994; Baldini&Castoldi, 1999
- Ultima India, libro di viaggio , Milano, Baldini & Castoldi, 1996; Neri Pozza, 2006
- Come fratello e sorella, romanzo, Milano, Baldini & Castoldi, 1998
- La scrittrice abita qui, Collana Il cammello battriano, Neri Pozza, Vicenza, 2002;
- AA VV., Dal grande fiume al mare, Pendragon, 2003, pp. 320;
- Care presenze, romanzo, Venezia, Neri Pozza, 2004
- Cani e gatti, racconto, Roma, Perrone, 2008
- Dolorose considerazioni del cuore, romanzo, Roma, Nottetempo, 2009
- E in mezzo il fiume, libro di viaggio, Bari, Laterza, 2010
- Addio a Roma, Collana Bloom, Neri Pozza, Milano, 2012 88-54-50576-5
- Marguerite (biografia romanzata su Marguerite Duras), Collana I narratori delle tavole, Neri Pozza, Milano, 2014 ISBN 88-54-50739-3
- Elsina e il grande segreto (libro per bambini sull'infanzia di Elsa Morante), con illustrazioni di Gianni De Conno, introduzione di Franco Lorenzoni, RS Rrose Sélavy, Tolentino 2015
- La corsara. Ritratto di Natalia Ginzburg, Collana I narratori delle tavole, Neri Pozza, 2018, ISBN 978-88-545-1118-7.
- La persona giusta, Giunti, Firenze-Milano aprile 2019,  ISBN 978-88-09-87469-5

### Saggistica
- Le signore della scrittura, interviste, foto di Paola Agosti, Milano, La Tartaruga, 1984 - riedito e aggiornato, 1996
- Fantasia&fantastico, interviste, Milano, Camunia, 1986
- Una donna un secolo (a cura di Sandra Petrignani), Il ventaglio, Roma 1986
  - Elsa Morante. La croce materna, contributo su Elsa Morante (Fa parte di: Una donna un secolo)
- Emma di Jane Austen; introduzione e traduzione di Sandra Petrignani, Theoria, Roma-Napoli 1996
- Lessico femminile, Laterza, Bari, novembre 2019.
- Leggere gli uomini, Laterza, Bari, novembre 2021.

### Radio
- Anime perse, Milano, Eri, radiodramma
- Dopo cena, radiodramma, RAI-ERI, Roma 1999
- Faccio io, radiodramma